# Grabkirche St. Magdalena
Die Grabkirche St. Magdalena ist ein Kirchengebäude bei Greding. In alten Urkunden wurde sie auch Grabkapelle oder Kapelle Zum Grab bei den Siechen genannt. Später hieß sie Kapelle der allergnädigsten Jungfrau bei den Siechen.
Die erste Erwähnung der Kirche war eine Messstiftung in der Kapelle, die 1439 von Albrecht II. von Hohenrechberg bestätigt wurde. Hier wurden Aussätzige von einer Gemeinschaft, die sich Grabbrüder oder Bruderschaft bis ins Grab nannte, gepflegt. Im Dreißigjährigen Krieg wurde die Kirche zerstört und zwischen 1651 und 1653 wurde die Kapelle von Jakob Engel wieder aufgebaut. Bis 1966/1967 lag der Eingang auf der Ostseite. Dort ist heute die Autobahn. Dann wurde der Eingang auf die gegenüberliegende Seite verlegt, wo ein Caritasaltenheim gebaut wurde. Bei der Uraufnahme ging die Straße noch auf der östlichen Seite vorbei.